# شومرایش
شومرایش (به آلمانی: Schömerich) یک شهر در آلمان است که در تریر-زاربورگ واقع شده‌است. شومرایش ۱۱۵ نفر جمعیت دارد.